# 칼케돈의 아폴로니오스
칼케돈의 아폴로니오스(Απολλώνιος)는 고대 그리스의 스토아 철학자로, 철학을 가르쳤다. 그는 로마 황제 안토니누스 피우스의 양자인 마르쿠스 아우렐리우스와 루키우스 베루스에게 철학을 가르쳐줄 목적으로 로마를 방문하라는 초청을 받았다. 아우렐리우스는 저서 '명상록'에서, 아폴로니오스에 대해 호의적으로 기술했다. 루키아노스는 그에 대해 다음과 같이 기록했다:
아폴로니오스가 황실의 철학 교사로 임명됐을 당시, 데모낙스는 수 많은 제자들이 참석했던, 아폴로니오스의 황실로의 출강을 목격했다. '왜 이곳에는 아폴로니오스와 그의 아르고 선원들이 있는 것인가'라고 그는 울부짖었다.
아폴로니오스는 또한 칼케돈 대신에 칼키스 출신일 수도 있으며 디오 카시우스에 의하면 니코메디아 출신이라고도 한다.